# Nina Leger
Pour les articles homonymes, voir Leger.
Nina Leger (née en 1988) est une écrivaine française.

## Biographie
Nina Leger est née en 1988 à Antibes,.
Ancienne élève de l'École normale supérieure de Lyon (promotion 2009), elle est docteur en théorie de l'art (2017). Elle enseigne aux Beaux-Arts de Marseille.
Son deuxième ouvrage, paru en 2017 chez Gallimard, Mise en Pièces, obtient la même année le prix Anaïs-Nin et le prix littéraire de la vocation.
Elle remporte le Prix du roman historique 2024 pour Mémoires sauvées de l’eau, publié chez Gallimard.

## Thématiques abordées
Dans son roman historique, Mémoires sauvées de l’eau, elle raconte comment la ruée vers l’or a causé un désastre écologique.
Dans le roman Antipolis, elle évoque le développement d’une technopole Sophia-Antipolis.
Dans sa romance érotique Mise en pièces, elle dresse le portrait d'une collectionneuse de sexes.

## Distinctions
- Prix littéraire de la vocation 2017[12]
- Prix Anaïs-Nin 2017[13]
- Prix du roman historique 2024[8]

## Œuvres
Romans
- Histoire naturelle, JC Lattès, 2014

- Mise en Pièces, Gallimard, 156 p., 2017[14],[15]

- Antipolis, Collection Blanche, Gallimard, 192 p., 3 février 2022[16].  Prix Écrire la Ville 2023

- Mémoires sauvées de l'eau, Collection Blanche, Gallimard, 320p., 22 août 2024[17].  (ISBN 9782073076502)

Essai collectif
- Jean Daniélou (dir.), avec Patrick Autréaux, François Ballaud, Yves Michaud et Pierre Wat, Alix Le Méléder : traces, peinture, Paris, Tituli, 2016, 86 p. (ISBN 978-2-37365-047-1).

Nouvelle
- Stark, suivi de Le Promontoire du songe : 1863 par Victor Hugo, Paris, éditions marcel, coll. « Prismes », 2018, 72 p.  (ISBN 978-2-9563413-1-4)